# ماثيو هيوز
ماثيو هيوز (17 أبريل 1996 في المملكة المتحدة - ) (بالإنجليزية: Matthew Hughes)‏ هو لاعب كريكت بريطاني. لعب مع نادي الكريكت في جامعة أكسفورد ‏.

## وصلات خارجية
- ماثيو هيوز على موقع إي آس بي آن كريك إنفو (الإنجليزية)